# Klaroten
Die Klaroten waren eine Gruppierung von Menschen, die vom 6. bis 4. Jahrhundert vor Christus auf der Insel Kreta in Griechenland lebten. Die Klaroten hatten laut Pollux den Status zwischen einem Freien und Sklaven. Wenn man dieser Quelle glaubt, so waren die Klaroten in Kreta zwar keine Vollbürger, sondern sie standen im Dienst eines Herrn, jedoch waren sie auch keine Sklaven.
Über die genaue Definition der Klaroten gibt es unterschiedliche Ansätze, jedoch besagen die meisten, dass die Klaroten unfreie Bauern waren, die im Dienst eines freien Vollbürgers, ihres Herrn standen. Der Name „Klaroten“ entstand daher, dass die Kreter ihre Sklaven über das Los, welches „klarotai“ hieß, geworfen hatten. Die Benutzung des Begriffes Klaroten war eine Möglichkeit, die unfreien Bauern der Kreter zu bezeichnen.
Jedoch haben diese viele andere Namen, aus unterschiedlichen Quellen erfahren wir unterschiedliche Namen für diese unfreien Bauern. Außer dem Namen Klaroten tauchen für sie auch die Begriffe Periöken, mnoia, chrysonetaoi und aphamiotai auf.
Die Klaroten haben sich in Gegensatz zu anderen Unfreien nie gegen die Herren aufgelehnt. Ob die eben genannten Namen tatsächlich genau das Gleiche wie die Klaroten waren, ist wissenschaftlich nicht mit absoluter Sicherheit belegbar, jedoch ist es sehr wahrscheinlich. Die Begriffe chrysonetaoi und aphamiotai entwickelten sich als eine Art Unterteilung der Klaroten. Die Chrysonetaoi waren laut Athenaios die Sklaven, die in der Stadt lebten, die aphamiotai waren hingegen jene, die auf dem Land lebten.
Die Klaroten waren nicht frei, da sie einem Herrn unterstanden, waren sie Unfreie. Jedoch hatten sie es besser als die Sklaven in Athen, da sie mehr Rechte hatten, worauf im Gesetz von Gortyn eingegangen wird.
Durch die Verwendung des Wortes Sklave wird deutlich, dass es unterschiedliche Definitionen des Standes der Klaroten gab und gibt. Die Klaroten konnten eine Ehe eingehen und Besitz erwerben, jedoch unterstanden sie in allem ihrem Herrn. Ob sie jedoch tatsächlich auch Rechte und ein besseres Leben als andere Unfreie bzw. Sklaven besaßen, wird im Gesetz von Gortyn deutlich. Das Gesetz von Gortyn beschreibt die Rechte und Gesetze im griechischen Kreta und nimmt besonders auf das Familienleben Bezug. Das Gesetz beinhaltet Regeln und Vorschriften für Freie wie auch für die Klaroten. Jedoch werden die Klaroten im Gesetzestext nicht Klaroten genannt, sondern doloi und woikeis. Die Frage, die sich hier stellt, ist natürlich, ob die Begriffe doloi und woikeis synonym zu verwenden sind.